# Oud-Dongola
Oud-Dongola (Oud-Nubisch: Tungul; Arabisch: دنقلا العجوز, Dunqulā al-ʿAjūz) is een verlaten stad en archeologische site in de huidige staat Ash-Shamaliyah van Soedan. De stad is gelegen aan de oostelijke oever van de Nijl tegenover de Wadi Howar.  Dongola was de hoofdstad van het koninkrijk Makuria, en van de vierde tot de veertiende eeuw een belangrijke stad in het middeleeuwse Nubië. Het was het vertrekpunt voor karavanen westwaarts naar Darfur en Kordofan.
In de negentiende eeuw verhuisde de bevolking 80 km stroomafwaarts en naar de andere kant van de Nijl, waar het huidige Dongola gesticht werd.
De archeologische vindplaats omvat ongeveer 200 ha. Het zuidelijke deel bevat een citadel en stedelijke gebouwen, terwijl in het noorden welvarende buitenwijken zijn blootgelegd. Er zijn begraafplaatsen uit verschillende periodes, waaronder vele islamitische koepelgraven.

## Stichting en bloei
Dongola werd in de 5e eeuw gesticht als fort. In de citadel, die tevens de vorstelijke residentie was, bevonden zich talloze paleizen en openbare gebouwen. Met de komst van het christendom in het midden van de 6e eeuw werd het de hoofdstad van het koninkrijk Makuria. De stad breidde zich uit tot buiten de citadel, en er werden verschillende kerken gebouwd. 
In het midden van de zevende eeuw werden de twee belangrijkste kerken verwoest, maar kort daarna weer opgebouwd. Bouwmateriaal van de oude kerken werd gebruikt om de stadsmuren te herstellen. Archeologen vermoeden dat deze vernietigingen veroorzaakt werden tijdens de Eerste (642) en Tweede Slag om Dongola (652).
De bloeitijd van de stad lag in de 9e tot 11e eeuw, maar bouwactiviteiten vonden plaats tot in de 14e eeuw.

### Klooster van St. Antonius
Ongeveer 1,5 km ten noordoosten van de citadel werd een klooster blootgelegd. Volgens een inscriptie is het opgedragen aan Antonius van Egypte, maar in de literatuur wordt er ook naar verwezen als het klooster van de Heilige Drie-eenheid. Het was waarschijnlijk een van de eerste christelijke bouwwerken in Dongola. Georgios, de in 1113 overleden aartsbisschop van Dongola, werd begraven in een van de crypten van de kerk. De inscriptie op zijn grafstèle geeft aan dat Antonius van Egypte de beschermheilige van het klooster was. In de rijke verzameling teksten in het Grieks, Koptisch en Oud-Nubisch die in de crypte van de aartsbisschop zijn gevonden, komt echter ook een wijding aan de Heilige Drie-eenheid naar voren.
Op de muren van de kloostergebouwen werden ongeveer 100 composities uit de 11e tot 13e eeuw blootgelegd. Veel van deze schilderijen zijn zowel vanuit artistiek als iconografisch oogpunt uniek. Ze beeldden Christus, Maria en de apostelen af, scènes uit het Oude en Nieuwe Testament, alsook hoogwaardigheidsbekleders.

### Troonzaal

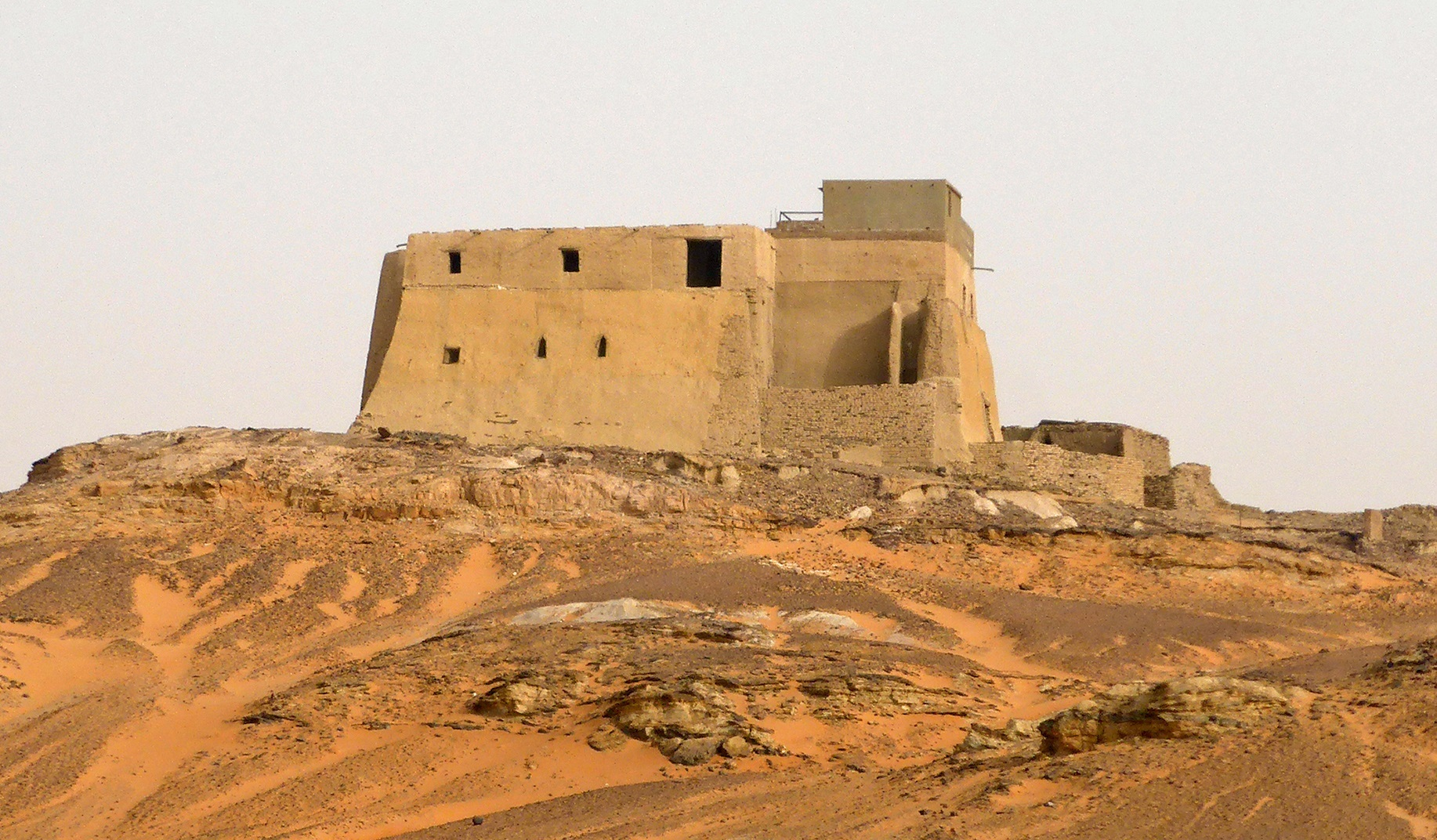
troonzaal

Een monumentaal gebouw, gelegen op een rotsachtige uitloper ten oosten van het fort, is geïnterpreteerd als de residentie van de koningen van Makuria. Het is een vestingachtig bouwwerk van 28 bij 18 bij 12 m, gebouwd in de 9e eeuw. Het had twee verdiepingen. De hoogte van de muren was 6,5 m op de begane grond en 3,5 m op de bovenverdieping. In 1317 werd het veranderd in een moskee, een gebeurtenis beschreven op een funderingsstèle opgericht door Sayf al-Din Abdullah Barshambu. De troonzaal op de eerste verdieping werd omgebouwd tot gebedsruimte. De moskee bleef in gebruik tot 1969, toen het gebouw tot historisch monument werd benoemd.

## Neergang
Tijdens de 13e en 14e eeuw raakte de stad in verval. Ze werd verschillende keren aangevallen door de Arabieren. Een inscriptie uit 1317 wordt beschouwd als het verslag van een militaire expeditie die door de sultan van Egypte werd gestuurd om zijn kandidaat Abdullah, mogelijk een islamitische Nubiër, op de troon te plaatsen. Het koninklijk hof verliet Dongola in 1364.
Onder de Funj werd Dongola de hoofdstad van Ash-Shamaliyah. De Franse reiziger Charles-Jacques Poncet bezocht de stad in 1699, en in zijn memoires beschreef hij de stad als in verval, half verlaten, de straten door overstromingen vanuit de bergen bedolven met zand.
De intensieve handelsbetrekkingen met het Verre Oosten en Europa werden ook in deze periode nog voortgezet.

### Islamitische begraafplaats

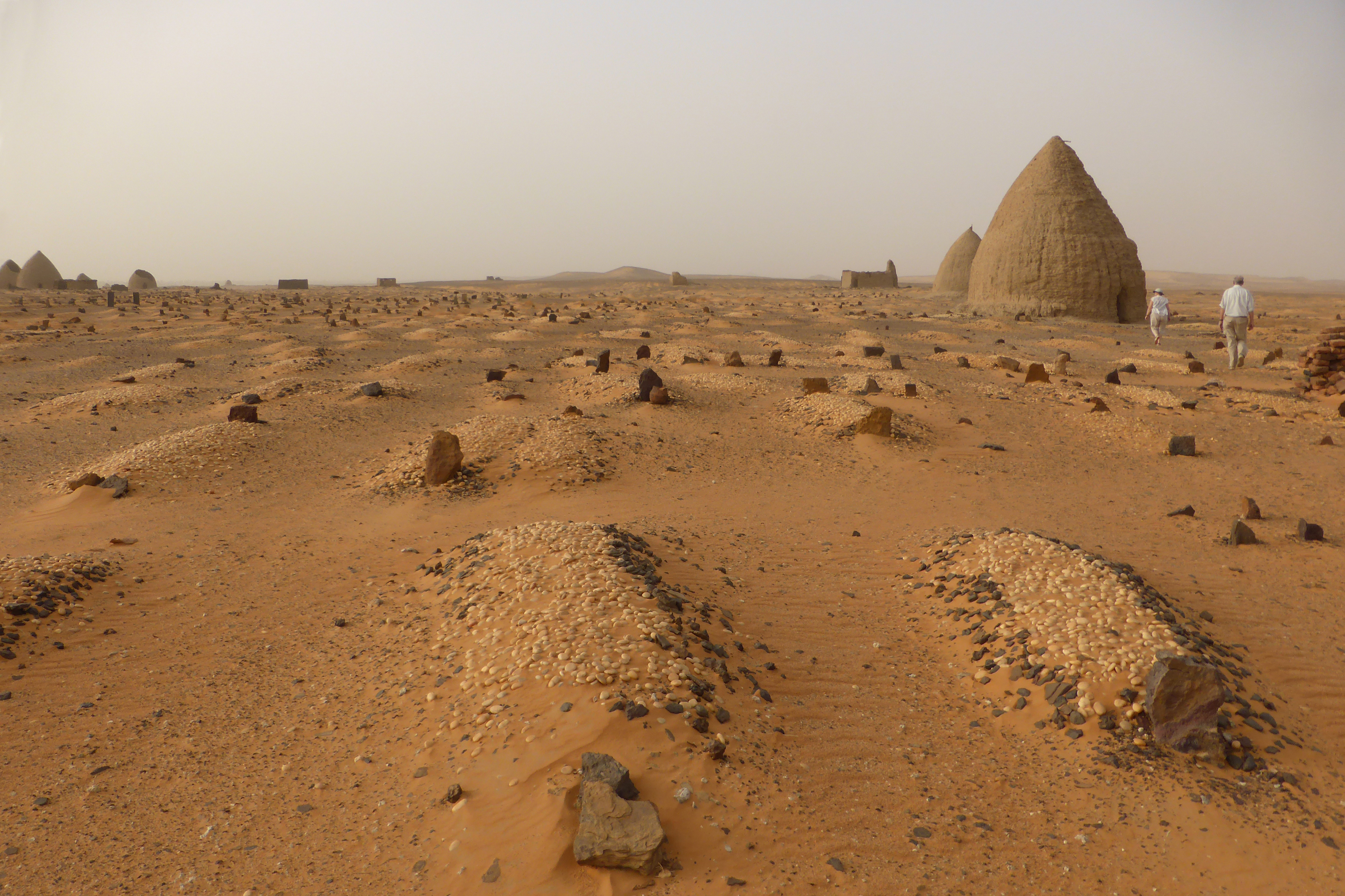
islamitische begraafplaats

Een grote islamitische begraafplaats met talrijke qubba's, opgericht in de 17e eeuw, getuigt van het belang van Dongola tot in de na-middeleeuwse tijd.